# Chasyn (plaats)
Chasyn (Russisch: Хасын) is een plaats (posjolok) in het gemeentelijke district Chasynski van de Russische oblast Magadan in het Russische Verre Oosten. De plaats ligt op de 77e kilometer van Magadan aan de Kolymatrakt op de oosteroever van de gelijknamige rivier. De plaats is verbonden met Magadan door een busverbinding.
De naam van de plaats is van de rivier afgeleid, waarvan het hydroniem is afgeleid van het Evenkse woord "Chesen", wat ofwel "kudde" of "dove kolen" betekent.

## Geschiedenis
Chasyn werd gesticht in 1938 door de inzet van Sevvostlagdwangarbeiders voor het uitvoeren van een geologische expeditie en groeide vervolgens uit rond de kolenmijnbouw op basis van de gelijknamige ertslaag Chasynski die reeds in 1930 was ontdekt tijdens een expeditie onder leiding van Valentin Tsaregradski. De steenkool die er werd gedolven bleek van slechte kwaliteit, maar werd in de oorlog wel gebruikt om Magadan te verwarmen, vanwege de nabijheid van de ertslaag ten opzichte van die stad. De plaats was tot 1992 de basis voor een groot bedrijf dat zich bezighield met geologische expedities in het gebied. Dit bedrijf ontdekte enkele ertslagen met goud-zilver, steenkool en molybdeen. Na de perestrojka werd in Chasyn de goudraffinaderij Kolymski gevestigd.
In de jaren 80 had in Chasyn een opbloei van Florentijnse mozaïeken plaats door beeldhouwers als Aleksandr Sergin en anderen.